# Binuangan
Binuangan est une localité de la province du Misamis oriental, aux Philippines. En 2015, elle compte 7 515 habitants.